# Труппы охочих комедиантов
Труппы охочих комедиантов (также просто «Охотники») — театральные труппы в России в середине XVIII века, через которые произошёл переход «партикулярных» (или «демократических», не-императорских театров) от любительских к профессиональным: многие первые русские профессиональные актёры, в том числе Ф. Г. Волков, вышли из охотников.
Л. М. Старикова выделяет два этапа деятельности охотников:
- 1730—1740-е годы — чисто любительские спектакли (тогда «игрища») в необорудованных помещениях;
- с 1747 года в Петербурге и с 1749 года в Москве спектакли стали сезонными, а не эпизодичными, хотя участники по-прежнему были непрофессионалами: среди них были служащие, купцы, мастеровые, отставные военные, студенты. В труппу входило 11-15 актёров во главе с «медиатором», спектакли проводились в нанятом помещении, приспособленном для театра.

Спектакли поначалу проходили в Святки, затем и на Масленицу, позже также по выходным дням и в праздники. Вход был платным. Репертуар состоял вначале из «российских комедий» и  исценировок литературных произведений, позже добавились произведения западноевропейских и русских драматургов.